# Young Americans (singel)
Young Americans – piosenka Davida Bowiego pochodząca z płyty o tej samej nazwie i zarazem pierwszy singel z tego albumu. Był to pierwszy singlowy hit Bowiego w Ameryce.
Według samego Bowiego piosenka napisana jest w stylu „plastikowego soulu”. Utwór jest cyniczną opowieścią o ówczesnych Stanach i atmosferze tam wówczas panującej. Natomiast w ironicznym tekście można usłyszeć odniesienia do afery Watergate, Makkartyzmu. Jeden z wersów w piosence to bezpośrednie, celowe zapożyczenie z utworu The Beatles „A Day in the Life” („I heard the news today oh boy”).